# Andarig

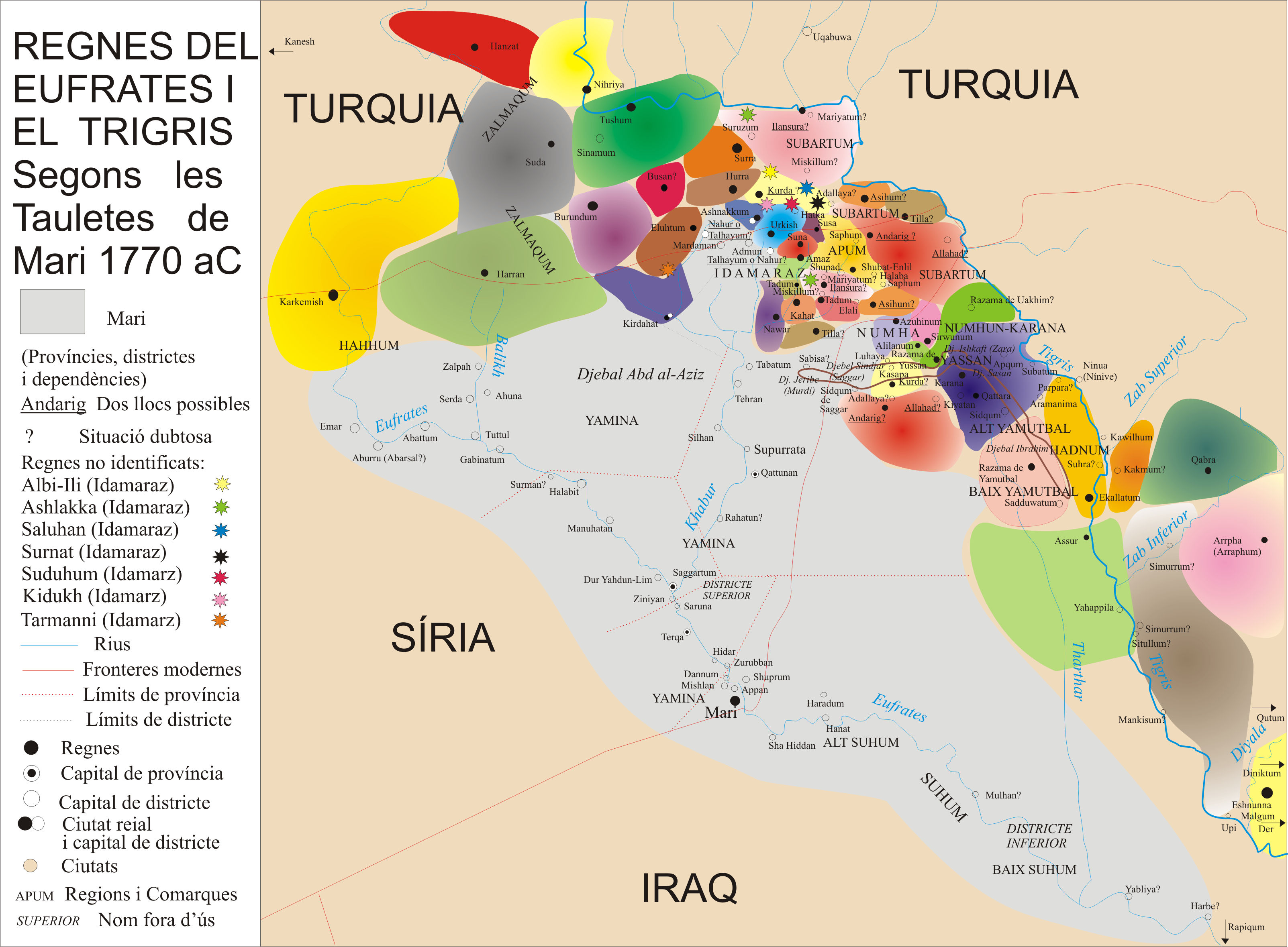
Andarig

Andarig fou un antic regne de la zona del Tigris, a la moderna Síria a les altes vall del Khabur. La seva situació exacta no és coneguda però probablement seria Tell Khoshi a la plana de Sindjar. La ciutat era gran (unes cent hectàrees) i existia segurament entorn del 3000 aC però l'arqueologia encara no ha ha fet prou prospeccions per saber-ne més. La ciutat apareix esmentada a les tauletes de Mari; els seus habitants eren els andarigites.
La ciutat va caure sota vassallatge de Xamxi-Adad I rei d'Ekallatum vers el 1800 aC. A la mort del rei el 1775 aC el sobirà d'Andarig fou un poder regional i va dominar diverses ciutats menors Va imposar el seu domini al regne d'Apum i a la mort del rei Tarum-Natki (o Turu-Natkki o Tarip-Natki) va portar al tron al seu successor Haya-Abum. Fou llavors el temps de Zimri-Lim de Mari, i era rei d'Andarig Qarni-Lim, del que consta que va morir el 1765 aC i fou enemic del primer i aliat d'Eshnuna. Abans de morir hauriq posat al tron d'Apun, on Haya-Abum fou assassinat per La-Awil-Addu el mateix 1765 aC. Mort Qarni-Lim, decapitat, el seu cos fou tirat al Khabur. La ciutat va quedar en poder d'Eshnuna no se sap si per conquesta o perquè estaven estacionats allí com aliats; el comandant d'Eshnuna la va entregar a Atamrum d'Allahad, que va ocupar el tron.
Durant el setge de Razama per part del rei Atamrum d'Andarig i Allahad, el rei d'Eshunna Ibalpiel II va reunir tropes per anar en el seu ajut, i pel camí va obtenir subministraments del seu governador a Qattunan, però quan va arribar Razama ja havia rebutjat (o Atamrum s'havia retirat sota amenaça de Zimri-Lim) a les forces d'Andarig i va retornar. Atamrum es va apoderar llavors d'Apum, que estava en poder dels elamites. En aquest temps fou aliat de Mari que el va ajudar en una disputa regional, però finalment les dissensions van esclatar i Mari va assetjar Andarig però el mateix temps Babilònia es va apoderar de Mari.
Llavors els babilonis van imposar com a rei d'Andarig a Himdiya (Himdija o Imidaya) que era un cap militar d'Atamrum i potser el seu fill. Va conquerir Amaz, i va entrar en guerra contra Hammu-Rabi de Kurda amb el qual després va signar la pau. Posteriorment la ciutat desapareix de les fonts històriques.